# Prosper Thuysbaert (1889-1965)
Prosper Paul Joseph Marie Léon Thuysbaert (Lokeren, 17 maart 1889 - aldaar, 8 november 1965) was een Belgisch hoogleraar, notaris en politicus voor de Katholieke Partij en vervolgens de CVP.

## Biografie
Prosper Thuysbaert was de derde in het gezin met tien kinderen van Prosper Thuysbaert en Irma De Vuyst. Zijn moeder was van 1921 tot aan haar overlijden in 1924 het eerste vrouwelijke gemeenteraadslid van Lokeren. Zijn schoonbroer was Ludovic Moyersoen, volksvertegenwoordiger en minister.
Hij trouwde in 1928 in Sint-Joost-ten-Node met Marguerite Levie (1896-1979), dochter van Michel Levie, volksvertegenwoordiger, minister van Financiën en minister van Staat. Uit dit huwelijk kreeg hij vijf kinderen, waaronder diplomaat Prosper Thuysbaert.

### Studies
Na lager onderwijs aan het Sint-Lodewijkscollege in Lokeren en middelbaar onderwijs aan het Sint-Jozefscollege in Aalst, studeerde Thuysbaert van 1907 tot 1913 aan de Katholieke Universiteit Leuven. Hij promoveerde er tot doctor in de rechten, licentiaat in het notariaat en doctor in de politieke en sociale wetenschappen. Zijn proefschrift voor dit derde diploma, Het Land van Waes. Bijdrage tot de geschiedenis der landelijke bevolking in de XIXe eeuw was het eerste Nederlandstalig proefschrift aan de faculteit Politieke en Sociale Wetenschappen. Hij won er een reisbeurs van de regering mee en volgde studieverblijven in Rome, Parijs en Duitsland.
Tijdens zijn studiejaren was hij actief in Vlaamsgezinde studentenmiddens. Hij was medestichter in 1911 en voorzitter van de studentenvereniging Amicitia. Hij was ook actief in het Vlaamsch Rechtsgenootschap en de Sociale Studiekring. Ook was hij in deze periode geboeid door toneel en bleef dit zijn hele leven. Hij interesseerde zich vooral voor de aansluiting van het Vlaamse toneelleven bij de internationale evoluties. Zo bevorde hij te Lokeren het uitvoeren van toneelwerk van Henri Ghéon, van wie hij verschillende werken vertaalde. Ook was hij vanaf 1923 betrokken bij de artistieke en zakelijke leiding van het Vlaamsche Volkstooneel, dat in 1932 ophield te bestaan.

### Notaris en hoogleraar
Op 31 augustus 1914 werd Thuysbaert benoemd tot notaris te Lokeren, een ambt dat hij tot in 1958 uitoefende. Hij werd ondervoorzitter van de Belgische Federatie van Notarissen. In 1924 was hij een van de oprichters van de Vlaamse Leergangen. In 1933 werd hij tot hoogleraar benoemd en werd hij belast met de cursus fiscaal recht en met enkele praktische vakken in de notariaatsopleiding. In de loop der jaren werd hij een erkend specialist die een betekenisvolle bijdrage leverde voor de vernederlandsing van het rechtsleven en van de notariële praktijk. Van 1956 tot 1959 was hij decaan van de faculteit Rechtsgeleerdheid. In 1960 ging hij met emeritaat.
Hij leverde tal van bijdragen, voornamelijk aan Nederlandstalige tijdschriften zoals het Rechtskundig Weekblad en het Tijdschrift voor Notarissen. Ook was hij lid van de Koninklijke Academie van België en corresponderend lid (1957) en werkend lid (1960) van de Koninklijke Vlaamse Academie van België voor Wetenschappen en Kunsten.

### Politicus
Daarnaast werd Thuysbaert in 1921 verkozen tot provincieraadslid van Oost-Vlaanderen voor de Katholieke Partij. Van 1925 tot 1932 was hij ondervoorzitter van de provincieraad en van 1932 tot 1936 voorzitter. Hij nam nog deel aan de provincieraadsverkiezingen van 1936, maar nam daarna vrijwel onmiddellijk ontslag.
Op lokaal vlak werd Thuysbaert in 1926 verkozen tot gemeenteraadslid van Lokeren en werd er onmiddellijk schepen van Financiën. In 1933 nam hij uit beide functies ontslag. Hij gaf daarbij zijn verplichtingen als hoogleraar als motief op. Wel bleef hij actief binnen de Katholieke Partij en speelde hij een belangrijke rol in de concentratiebeweging met als doel een hergroepering en bundeling van de rechtse en katholieke politieke krachten, onder andere geïnspireerd door het tijdschrift Nieuw-Vlaanderen (rechts-katholieke concentratie). Zo vond er op 4 oktober 1936 in zijn woning een 'verkennende' ontmoeting plaats met leidende figuren uit onder meer de KVB/KVV (o.a. Edmond Rubbens, Alfons Verbist en Ludovic Moyersoen), de Vlaamsche Concentratie (o.a. Paul Sobry en Richard Van Cauteren) en het Verdinaso (o.a. Emiel Thiers). Het VNV was niet officieel vertegenwoordigd, maar o.a. Albert D'Haese was wel aanwezig, evenals Rex-Vlaanderen (die in de personen van Eugène Mertens en Paul De Mont verstek moesten laten gaan). Op lokaal vlak (in Lokeren) realiseerde hij in aanloop naar de gemeenteraadsverkiezingen van 1939 dergelijke concentratielijst tussen de KVV en het VNV onder de noemer Christelijk Vlaamsch Volksblok.
In 1946 keerde hij naar de gemeentepolitiek terug. De CVP behaalde een absolute meerderheid, met 10 zetels op 17. In april 1947 werd Thuysbaert benoemd tot burgemeester en hij oefende dit mandaat uit tot aan zijn ontslag eind 1959. Hij werd algemeen beoordeeld als een dynamische burgemeester, in het bijzonder wat betreft de economische expansie en de stedenbouwkundige ontwikkeling van Lokeren.

### Overige activiteiten
Thuysbaert was verder:
- lid van de Economische Raad voor Vlaanderen,
- voorzitter van het Centraal Bureau voor Hypothecair Krediet,
- lid van de raad van beheer van de Kredietbank,
- lid van de raad van beheer van de Koninklijke Bibliotheek van België,
- lid van de raad van beheer van de Boerenbond,
- lid van de raad van beheer van Onze Alma Mater,
- ondervoorzitter van het zesde Katholiek Congres van Mechelen (1936),
- lid van het erecomité van de Algemene Landelijke Herdenking van de Boerenkrijg in Mechelen (1948).

In 1959 verkreeg hij opname in de erfelijke Belgische adel.

## Publicaties (selectie)
- 'Henri Ghéon in Vlaanderen', in Ons Volk Ontwaakt, 1923.
- 'Bevordering van de economische activiteit. De mogelijkheden van de plaatselijke besturen', in ERV-mededelingen, 1954.
- 'Toneelmemoires van Prosper Thuysbaert', in De Nieuwe Gids, september 1956.
- 'De gemeente en de bevordering van de economische expansie', in Politica, 1957.